# Tunde Oladimeji
Tunde Oladimeji es un documentalista, actor, director de cine y presentador de televisión nigeriano.

## Biografía
Oladimeji nació en Iseyin, Estado Oyo, Nigeria. Su madre era maestra y su padre topógrafo. Comenzó su carrera cinematográfica en la Universidad de Ibadán, donde se graduó y coprodujo su primera película, una adaptación del libro de 1972 del fallecido Oladejo Okediji titulado Agbalagba akan.
Más tarde, participó en Borokini, una telenovela yoruba y obtuvo el papel principal en Akekaka, película producida por Jaiye Kuti.
Produjo la serie documental Yoruba Heritage. Una de ellas, Ibadan, fue nominada en la categoría de mejor documental en los Africa Magic Viewers Choice Awards 2020. Otro documental de la serie incluye a Eko àkéte, Abeokuta ilẹ̀ Ẹ̀gbá, Ife Ooye y Oshogbo Oroki.